# Marino Perani
Marino Perani (Ponte Nossa, 1939. október 27. – Bologna, 2017. október 18.) válogatott olasz labdarúgó, középpályás.

## Pályafutása

### A válogatottban
1966-ban négy alkalommal szerepelt az olasz válogatottban és egy gólt szerzett. Részt vett az 1966-os angliai világbajnokságon.